# It Doesn't Matter at All
It Doesn't Matter at All is een single van 10cc. Het is afkomstig van hun album Look Hear?.
De single gaat over een liefde, waarop iedereen commentaar lijkt te hebben; de zanger zet door. Het plaatje met B-kant "From Rochdale to Ocho Rios" was een flop. Het haalde nergens goede verkoopcijfers.

## Musici
- Eric Stewart – zang, elektrische gitaar, achtergrondzang
- Graham Gouldman – basgitaar, akoestische gitaar
- Rick Fenn – elektrische gitaar, achtergrondzang
- Duncan Mackay – Yamaha CS80, elektrische piano
- Stuart Tosh – percussie, achtergrondzang
- Paul Burgess – slagwerk

Graham Gouldman · Eric Stewart · Kevin Godley · Lol Creme

Paul Burgess · Rick Fenn · Stuart Tosh · Duncan Mackay · Tony O'Malley